# Martin Amis
Martin Amis (Swansea, Reino Unido, 25 de agosto de 1949-Lake Worth, Estados Unidos, 19 de mayo de 2023) fue un novelista británico.

## Biografía
Estudió en la Universidad de Oxford. Es hijo del también escritor Kingsley Amis. Conocido como "enfant terrible", tuvo un comienzo brillante con su primera novela, El libro de Rachel (Premio Somerset Maugham, en 1973). Colaboró en revistas como Times Literary Supplement, New Statesman y The Observer. Amis es considerado como uno de los mejores (y más exitosos) escritores de su generación y llegó a ocupar una plaza de profesor en la Universidad de Mánchester, impartiendo clases sobre escritura creativa.
Madurado en la crisis del 73, el desmoronamiento del estado del bienestar, el desencanto con Cuba y las demás alternativas de izquierdas a la URSS y en el giro conservador de su país, en sus novelas se va decantando un negro pesimismo que provoca el descubrimiento progresivo del mal, desde el pícaro casanova de El libro de Rachel hasta el malvado absoluto de Stalin, protagonista de Koba el Temible, una especie de ajuste de cuentas con la tolerancia que el mundo de la intelectualidad de las izquierdas exhibió ante los excesos del jerarca, empezando por su propio padre, y que continuaba su autobiografía, Experiencia; esta indagación de una vida inmersa en la sociedad y la cultura de su tiempo prosiguió aún más en Desde dentro, explorando además la técnica narrativa de la autoficción.
Vivió en Punta del Este, Uruguay durante dos años y medio, junto a su segunda esposa, la escritora estadounidense Isabel Fonseca, y sus dos hijas, donde aún mantienen su casa de veraneo en la exclusiva zona de José Ignacio. En septiembre de 2006 se trasladó a Estados Unidos con su familia, lugar donde residió hasta su fallecimiento.
Falleció en Lake Worth el 20 de mayo de 2023, a los 73 años, debido a un cáncer de esófago.

## Obra

### Novela
Amis publicó un total de 15 novelas:
- El libro de Rachel (The Rachel Papers, 1973), trad. de Antonio Mauri, publicada por Anagrama en 1985. Premio Somerset Maugham.
- Niños muertos (Dead Babies, 1975), trad. de Marta Heras, publicada por Plot en 1991 y Anagrama en 2002.
- Éxito (Success, 1978), trad. de Héctor Silva, publicada por Alfaguara en 1989 y Punto de Lectura en 2000.
- Otra gente: una historia de misterio (Other People, 1981), trad. de Gian Castelli, publicada por Plot en 1989.
- Dinero (Money, 1984), trad. de Enrique Murillo, publicada por Anagrama en 1988.
- Campos de Londres (London Fields, 1989), trad. de Bernardo Moreno, publicada por Anagrama en 1996.
- La flecha del tiempo o la naturaleza de la ofensa (Time's Arrow: Or the Nature of the Offence, 1991), trad. de Miguel Martínez-Lage, publicada por Anagrama en 1996.
- La información (The Information, 1995), trad. de Benito Gómez, publicada por Anagrama en 1996.
- Tren nocturno (Night Train, 1997), trad. de Jesús Zulaika, publicada por Anagrama en 1998.
- Perro callejero (Yellow Dog, 2003), trad. de Javier Calzada, publicada por Anagrama en 2005.
- La casa de los encuentros (House of Meetings, 2006), trad. de Jesús Zulaika, publicada por Anagrama en 2008.
- La viuda embarazada (The Pregnant Widow, 2010), trad. de Jesús Zulaika, publicada por Anagrama en 2011.
- Lionel Asbo: El estado de Inglaterra (Lionel Asbo: State of England, 2012), trad. de Jesús Zulaika, publicada por Anagrama en 2014.
- La zona de interés (The Zone of Interest, 2015), trad. de Jesús Zulaika, publicada por Anagrama en 2015.
- Desde dentro (Inside Story, 2020), trad. de Jesús Zulaika, publicada por Anagrama en 2021.

### No ficción
- Invasion of the Space Invaders (1982).
- El infierno imbécil: y otras visitas a Estados Unidos (The Moronic Inferno: And Other Visits to America, 1986), trad. de Marta Heras, publicada por Plot en 1991, y trad. de José Manuel Álvarez, publicada por El Aleph en 2008.
- Visitando a Mrs. Nabokov y otras excursiones (Visiting Mrs Nabokov: And Other Excursions, 1993), trad. de Benito Gómez, publicada por Anagrama en 1995.
- Experiencia (Experience, 2000), trad. de Jesús Zulaika, publicada por Anagrama en 2001.
- La guerra contra el cliché: escritos sobre literatura (The War Against Cliché: Essays and Reviews 1971-2000, 2001), trad. de Francesc Roca, publicada por Anagrama en 2003.
- Koba el temible: La risa y los Veinte Millones (Koba the Dread: Laughter and the Twenty Million, 2002), trad. de Antonio-Prometeo Moya, publicada por Anagrama en 2004.
- El segundo avión: 11 de septiembre: 2001-2007 (The Second Plane, 2008), trad. de Eliseo Munroe, publicada por Anagrama en 2009.
- El roce del tiempo. Bellow, Nabokov, Hitchens, Travolta, Trump y otros ensayos (1986–2016) (The Rub of Time: Bellow, Nabokov, Hitchens, Travolta, Trump. Essays and Reportage, 1986–2016, 2017),trad. de Jesús Zulaika, publicada por Anagrama en 2019.

### Otras obras
- Los monstruos de Einstein (Einstein's Monsters, 1987), trad. de Marcelo Cohen, publicada por Minotauro en 1990. Libro de 5 relatos (con la ciencia ficción como temática).
- Dos historias (Two Stories, 1994). Libro de 2 relatos (incluidos también en la obra Mar gruesa).
- God's Dice (1995). No traducida al español.
- Mar gruesa (Heavy Water and Other Stories, 1998), trad. de Jesús Zulaika, publicada por Anagrama en 1999. Libro de 9 relatos.
- Amis Omnibus (omnibus, 1999). No traducida al español. Recopilatorio
- The Fiction of Martin Amis (2000). No traducida al español.
- Vintage Amis (2004). No traducida al español.